# Limnophila (Limnophila) hoffmanniana
Limnophila (Limnophila) hoffmanniana is een tweevleugelige uit de familie steltmuggen (Limoniidae). De soort komt voor in het Neotropisch gebied.